# Eszett
Cette page contient des caractères spéciaux ou non latins. S’ils s’affichent mal (▯, ?, etc.), consultez la page d’aide Unicode.
Ne doit pas être confondu avec la lettre latine s moyen scots ‹ Ꟗ, ꟗ ›.
L’eszett (prononcé : /ɛsˈtsɛt/), noté ‹ ß › en minuscule, et ‹ ẞ › ou ‹ SS › en majuscule, est une lettre utilisée uniquement dans la langue allemande et est également appelée « scharfes S » (« s pointu »). Elle est à l’origine une ligature, composée de deux s, ou d’un s et d’un z, utilisée sous certaines conditions. Cette lettre est distincte de la lettre latine bêta minuscule ‹ ꞵ › et de la lettre grecque bêta minuscule ‹ β ›, auxquelles elle ressemble graphiquement, mais avec lesquelles elle n'a aucun lien.

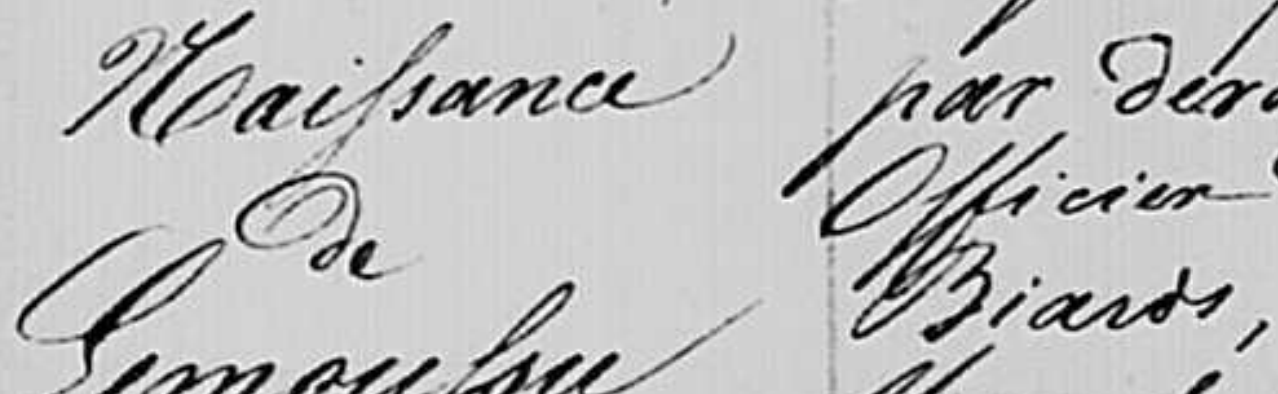
Exemple de ß en français : Naißance (état-civil de 1860).

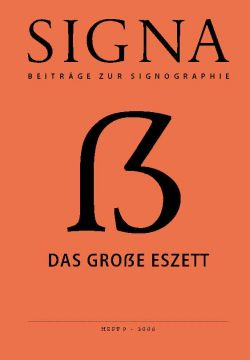
La lettre ß en capitale sur la couverture du magazine SIGNA – Beiträge zur Signographie.

## Histoire
La lettre ‹ ß › a pour origine la ligature du s long, ‹ ſ ›, avec aujourd'hui le ‹ s ›, ou le ‹ z › tracé à l’époque avec un jambage, ressemblant au caractère ʒ.
La ligature ſ + s → ß a d'ailleurs été utilisée dans des manuscrits en écriture antiqua, comme en français, avant que le s long ne disparaisse complètement dans l'imprimerie vers la fin du XVIIIe siècle (il est encore utilisé dans la carte de Cassini).

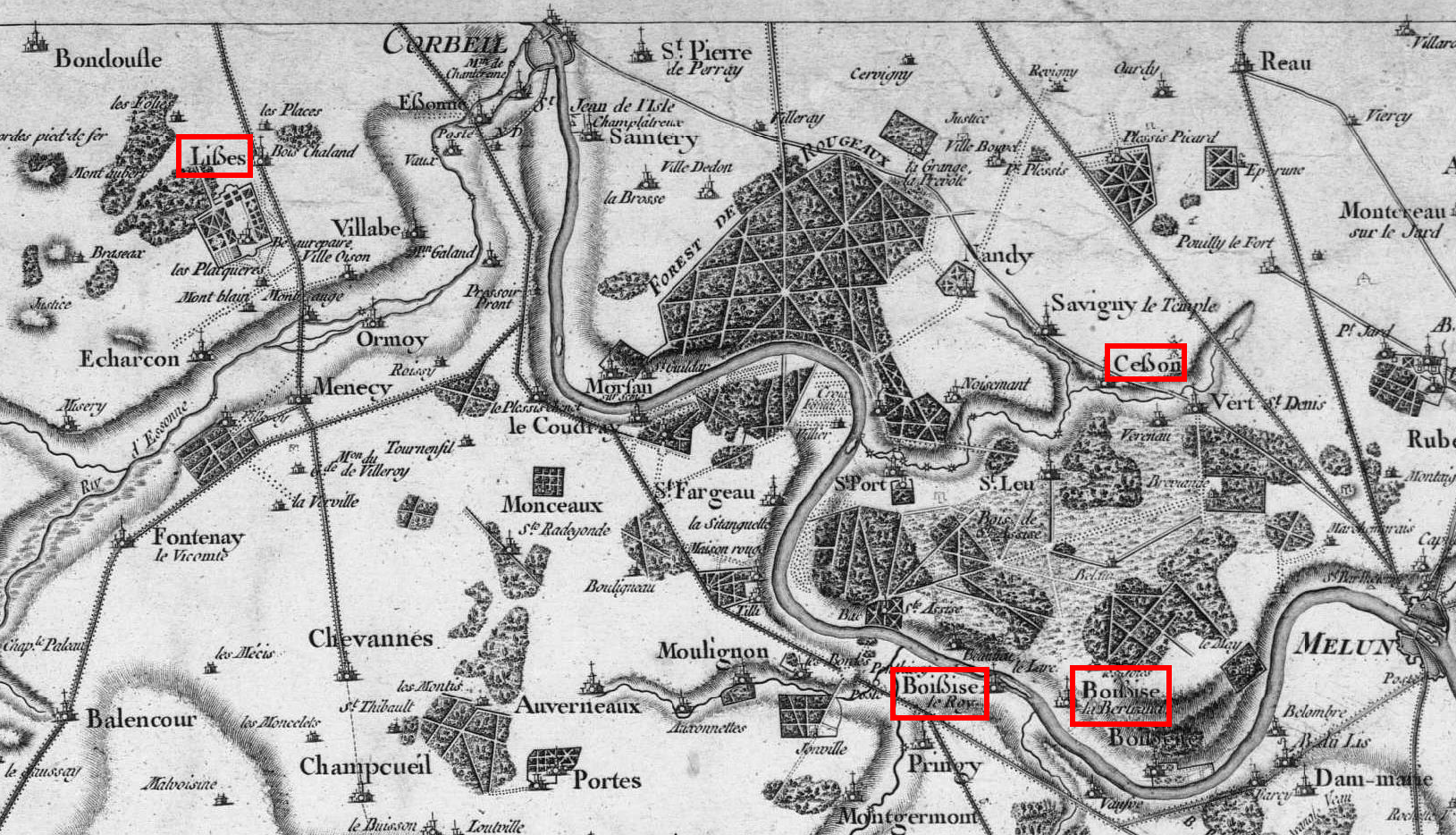
Esszet sur la carte de Cassini n°7, entre Lißes et Boißise la Bertrand.

La ligature ſ + z → ß a été utilisée pour l'allemand dès le Moyen Âge. Initialement, elle avait été utilisée pour le son du s qui avait évolué d'un /t/ par conséquent de la seconde mutation consonantique. Quand la distinction entre ce son et l'/s/ ancienne se perdit, les graphies sz et ss se confondirent. Néanmoins on continua d'utiliser les deux. La distinction actuelle s'est formée seulement après de nombreux siècles d'usage irrégulier. Par ailleurs, les frères Grimm soutinrent cette origine de la formation du ß dans leur dictionnaire, connu comme étant l'un des premiers de la langue allemande.
Le ß allemand s'utilisait avant tout en écriture gothique (par exemple en Fraktur). Dans l'écriture antiqua, souvent on ne l'écrivait pas, jusqu'à la fin du XIXe siècle quand l'orthographie allemande finit par la prescrire pour tous les textes allemands, qu'ils soient en écriture gothique ou antiqua.
Comme beaucoup d'écritures antiqua de l'allemand modelaient le caractère ß non d'après la ligature ſ + z de l'écriture gothique mais d'après la ligature ſ + s de l'écriture antiqua, les origines ſ + z de cette ligature sont souvent oubliées.[réf. nécessaire]

## Dans l'orthographe allemande
Dans l'orthographe allemande actuelle, ß est utilisé derrière une voyelle longue ou une diphtongue, tandis que ss est utilisé après une voyelle courte. Tous deux représentent le phonème /s/, tandis qu'un s isolé se prononcera /z/. Par exemple, « Fuß » (/fu:s/, « pied » en allemand) comporte une voyelle longue, tandis que « Fluss » (/flʊs/, signifiant « rivière ») comporte une voyelle courte.
Jusqu'à la réforme de l'orthographe allemande de 1996, une règle supplémentaire prescrivait que ss ne soit employé qu'entre deux voyelles. Il devait dans les autres cas (en fin de mot ou devant consonne) être remplacé par ß, même derrière une voyelle courte. En conséquence, « Fluss » s'écrivait précédemment « Fluß », bien que la voyelle fût courte. La nouvelle règle supprime l'irrégularité selon laquelle, sous l'ancienne orthographe, le singulier « Fluß » (ß en fin de mot) avait pour pluriel « Flüsse » (ss entre voyelles). De même, « Ich lasse, du läßt » (« Je laisse, tu laisses ») s'écrit aujourd'hui « Ich lasse, du lässt ».
Les mots étrangers ne suivent pas ces règles : « Croissant », « Renaissance ».
Cette réforme rétablit la cohérence avec la notation des autres consonnes, qui sont simples après une voyelle longue et redoublées après une voyelle courte (par exemple, « egal » où le /a/ est long et « Ball » où le /a/ est court). Ce nouvel usage de ß est maintenant normalisé en Allemagne et en Autriche, bien que certaines personnes puissent continuer de l'ignorer. La Suisse et le Liechtenstein ont supprimé complètement l'usage du ß dès la première moitié du XXe siècle et utilisent ss dans tous les cas.
La lettre capitale ẞ ne fait pas partie des règles de l'orthographe allemande de 1996 qui prévoient la substitution par SS. Toutefois, la capitale ẞ est devenue obligatoire quand disponible en 2010 dans les documents officiels lorsque des noms géographiques sont écrits en capitales, par exemple « Gießen » → « GIEẞEN ». Elle a ensuite été intégrée à l'orthographe allemande officielle en juin 2017 comme alternative à ‹ SS ›. Les règles d’orthographe allemande de 2024 indiquent plutôt que ‹ ẞ › est la majuscule de ‹ ß › et que ‹ SS › peut aussi être utilisé.

## Usage en alsacien
Il est parfois utilisé en alsacien en remplacement d'un double S.
Certaines cartes récentes utilisant le ß pour noter Stroßbùrri (Strasbourg) ou encore Lùsonstroß (Détroit de Luçon),.

## Autres usages
En allemand, dans certains dialectes ou langues apparentées, certains rares auteurs utilisent le ß pour représenter une consonne fricative alvéolaire sourde, aussi en début de mots. Par exemple en allemand dans Der Weg zum Glück de Karl May, Ssein, ja ßein soll es ßie, ßie, ßie! ou en yiddish dans le dictionnaire Duden de Ronald Lötzsch, dans des mots comme ßéder, ßófek,.

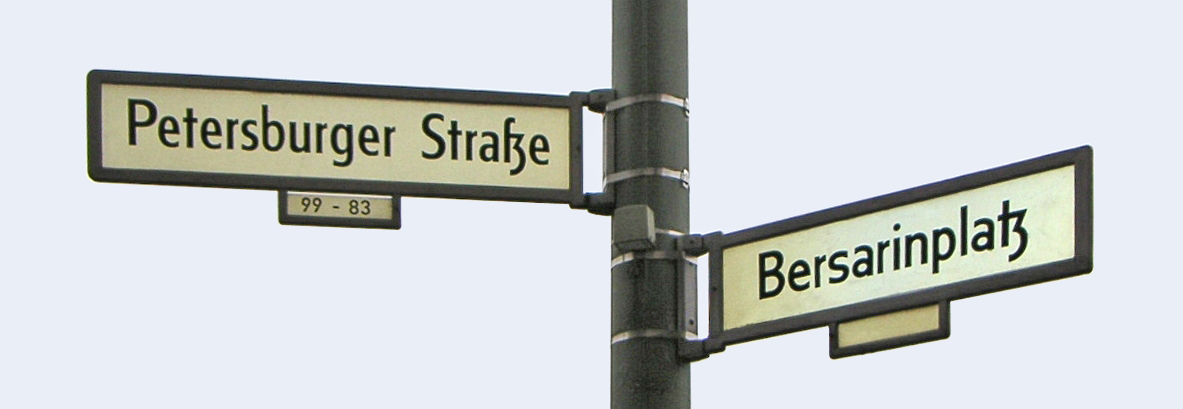
Panneau indicateur berlinois, ligature spéciale d'un ſ et d'un z dans le mot Straße (rue). On notera une ligature analogue entre le t et le z de Platz (place) sur le panneau de droite.

Il a été occasionnellement utilisé en d'autres langues sur les terres du Saint-Empire romain germanique. Sclessin par exemple, dans l'ancienne principauté de Liège, était régulièrement noté Scleßin sur les cartes.
Le ß sert aussi à remplacer la lettre B en leet speak.
La ligature en italique ‹ ß › a servi de symbole pour le skilling (en), monnaie du Danemark, Norvège et Suède jusqu’au XIXe siècle.
En lituanien, la ligature eszett a été utilisée pour ‹ sz › dans plusieurs orthographes du XVIe et XVIIIe siècles.
Dans certaines transcriptions phonétiques utilisées en dialectologie allemande, comme la transcription Teuthonista, le ‹ ß › est utilisé pour représenter une consonne fricative alvéolaire sourde [s], le ‹ s › représentant une consonne fricative alvéolaire dévoisée [z̥]. Il est aussi utilisé avec un caron ‹ ß̌ › pour représenter une consonne fricative palato-alvéolaire sourde [ʃ], le ‹ š › représentant une consonne palato-alvéolaire dévoisée [ʒ̊], par exemple dans la transcription de la prononciation de Mensch dans certains dialectes : mentß̌.

## Saisie

### AZERTY
- Sur Microsoft Windows :

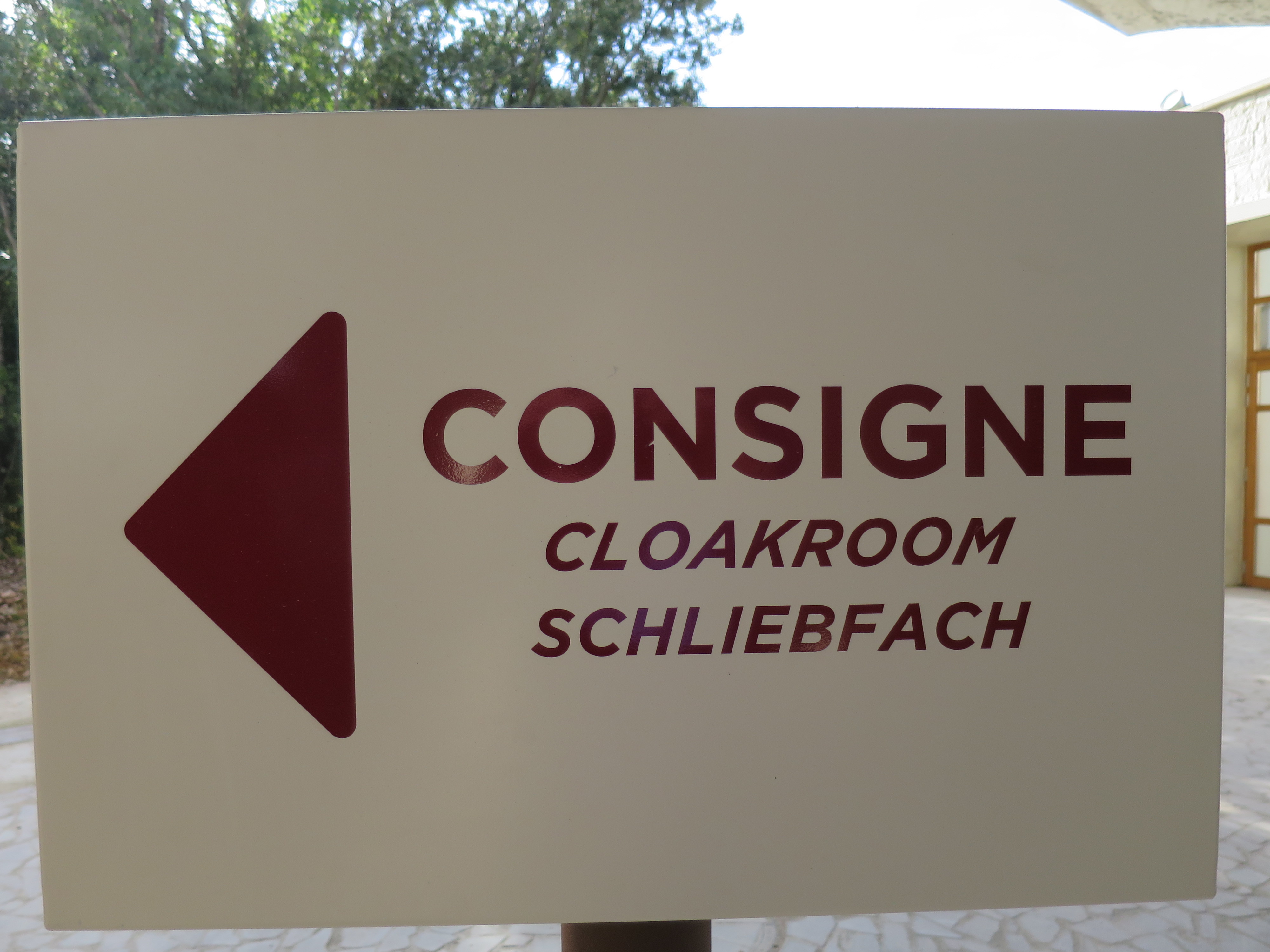
Le ß de Schließfach remplacé par erreur par un B sur ce panneau français.

  - Il n'existe pas de touche attribuée au ß sur la disposition de clavier français (France) ni français (Belgique) ; il faut donc utiliser le raccourci accessible par Alt+0223 ou Alt+225. Dans Microsoft Word pour Windows, il figure dans les « caractères spéciaux », que l'on peut insérer par la combinaison Ctrl + &, suivie de s.
  - Avec le clavier français (Canada, multilingue), la combinaison est Ctrl + s[13].
- Sur macOS :
  - avec le clavier français AZERTY ou le clavier belge, la combinaison de touches est Option + b ;
  - avec le clavier suisse ou le clavier canadien, la combinaison est Option + s.
- Sur Linux, on peut utiliser la combinaison Alt Gr + s ou Alt Gr+ b.
- Sur un clavier selon la norme NF Z71-300, le ß minuscule s’obtient par la combinaison Alt + s, sa majuscule ẞ s’obtient par la combinaison Maj + Alt + s.

Parmi les claviers AZERTY cités ci-dessus, seul le clavier selon la norme NF Z71-300 permet de saisir la capitale ẞ.

### QWERTY
- Sur le clavier canadien multilingue CAN/CSA_Z243.200-92, le ß est accessible par la combinaison Groupe2+s (la touche Groupe2 est placée là où se trouve en général la touche Control de droite). La capitale ẞ n'est actuellement pas accessible sur ce clavier.

### QWERTZ
- Le clavier QWERTZ utilisé en Allemagne et en Autriche présente le ß (minuscule) en gravure sur le clavier, immédiatement à droite de la touche attribuée au chiffre 0. On frappe le ß par simple pression.
- Le ẞ (capitale) est accessible sur le clavier allemand normalisé DIN 2137-1:2012 par Alt Gr + h
- Les claviers QWERTZ utilisés en Suisse et au Liechtenstein (où cette lettre n'est pas usitée) ne proposent pas le ß en accès direct, mais les dispositions Linux proposent en général la combinaison Alt Gr + s. (Sur clavier QWERTZ (Mac) pour Suisses francophones, c'est alt (option) + s (> alt + b = ∫ ))

## Autres dispositions de clavier
- La disposition bépo, optimisée pour le français, propose le ß en Alt Gr + s et sa capitale, ẞ, en Maj + Alt Gr + s (le s du bépo est sur la touche k de l’AZERTY). La disposition bépo et la norme AZERTY NF Z71-300 sont les deux seules dispositions destinées à un usage francophone qui prennent en charge la capitale ẞ.
- La disposition dvorak-fr-e (version européenne de dvorak-fr) propose le ß bas-de-casse par combinaison de la touche morte ( et b. Le ẞ capitale n'est pas pris en charge.
- La disposition Neo (de), optimisée pour l'allemand, dispose d'une touche spécialement attribuée au ß, qui prend en charge la capitale ẞ comme n'importe quelle autre touche alphabétique.

## Représentations informatiques
L’eszett peut être représenté avec les caractères Unicode (Supplément latin-1, Latin étendu additionnel) suivants :
| formes    | représentations | chaînes de caractères | points de code | descriptions                  |
| --------- | --------------- | --------------------- | -------------- | ----------------------------- |
| majuscule | ẞ               | ẞ                     | U+1E9E         | lettre majuscule latine s dur |
| minuscule | ß               | ß                     | U+00DF         | lettre minuscule latine s dur |

L'entité de caractère HTML nommée codant ß minuscule est &szlig; et la référence numérique &#223; ou &#xdf;.